# Jacqueline Pery d'Alincourt
Pour l’article ayant un titre homophone, voir Péry.
Jacqueline Pery d'Alincourt, née Jacqueline de La Rochebrochard, le 20 décembre 1919 à La Charrière et morte le 21 avril 2009, est une résistante française.

## Biographie
Jacqueline de La Rochebrochard étudie au lycée Molière de Paris. À la veille de la guerre, elle épouse Joseph de Lorne d'Alincourt, officier d'active.

### Résistance
En mars 1941, Jacqueline apprend la mort de son mari, Joseph d'Alincourt, prisonnier de guerre en Allemagne. Pendant l'été 1942, elle est présentée, par son amie Claire Chevrillon, à un certain Gautier (Jean Ayral du BCRA). À la demande de Daniel Cordier, à qui Jean Moulin rentré de Londres en mars 1943 a donné l'ordre de déménager de Lyon à Paris la direction des services de la Délégation gaullienne, et qui a besoin d'agents-courriers supplémentaires, Ayral - à qui Moulin a alors confié la responsabilité du Bureau des opérations aériennes (BOA) en France occupée - lui transfère Jacqueline d'Alincourt à la fin mars - début avril 1943. Elle intègre alors en tant que courrier l'équipe de Germain (Hugues Limonti), subordonné direct de Cordier.
Dans cette équipe parisienne, Jacqueline d'Alincourt est Violaine. Chargée de la logistique pour les agents secrets en provenance de Londres, elle leur procure notamment logement, faux papiers et couverture professionnelle.
Arrêtée le 24 septembre 1943, Jacqueline est interrogée par la Gestapo de la rue des Saussaies, puis internée à Fresnes.

### Déportation
Transférée à Romainville, elle est déportée en Allemagne par le transport du 18 avril 1944.
À Ravensbrück, elle rencontre Germaine Tillion, Suzanne Hiltermann, Geneviève de Gaulle, Maisie Renault, Anise Postel-Vinay et Marie Skobtsov.
Le 24 avril 1945, Jacqueline d'Alincourt est remise à la Croix-Rouge suédoise.

### Après la guerre
Mariée à Pierre Pery, rescapé de Buchenwald, elle participe, dans les lycées et collèges notamment, à faire connaître la Résistance et la déportation.

## Distinctions
- Commandeure de la Légion d'honneur
- Grand-croix de l'ordre national du Mérite (remise le 4 décembre 1999 par Geneviève de Gaulle-Anthonioz)
- Croix de guerre 1939–1945, palme de bronze
- Médaille de la Résistance française avec rosette (décret du  24 avril 1946)[6]
- Croix du combattant volontaire de la Résistance (1983)[7]
- Médaille de la déportation pour faits de Résistance (1951)[7]

## Hommage

### Exposition
Elle fait partie des 16 femmes dont le parcours est présenté dans le cadre de l'exposition temporaire « Déportées à Ravensbrück, 1942-1945 » organisée par les Archives nationales (site de Pierrefitte-sur-Seine) du 3 février au 16 juin 2023.